# Acordos de Washington

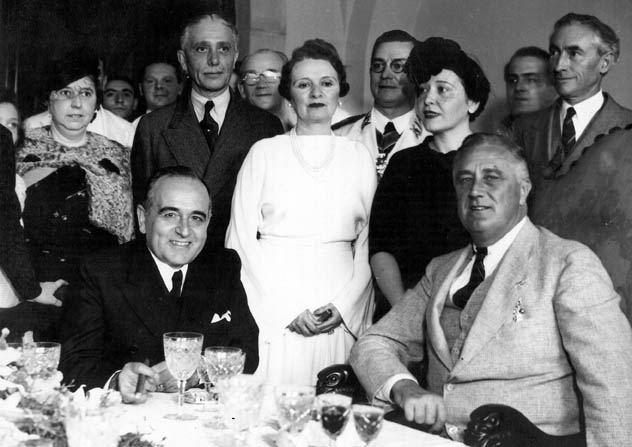
Getúlio Vargas e o presidente Roosevelt.

Os Acordos de Washington ocorreram após a entrada dos Estados Unidos na Segunda Guerra Mundial em 1941. Aquela potência necessitava do apoio estratégico do Brasil e demais países das Américas.
As relações Brasil-Estados Unidos nesse contexto tiveram início com a chamada "Missão Aranha", entre janeiro e março de 1939, atendendo a um convite pessoal do Presidente Roosevelt. O governo brasileiro enviou a missão a Washington chefiada pelo Ministro das Relações Exteriores Osvaldo Aranha, adepto da integração dos países da América (Pan-americanismo), enquanto outras pessoas ligadas a Getúlio Vargas preferiam a aproximação com a Alemanha Nazista. Participaram da comitiva o diretor do DASP, Luís Simões Lopes, o diretor do Banco do Brasil, Marcos de Sousa Dantas, e os diplomatas Carlos Muniz e Sérgio de Lima e Silva. Com esses acordos, o Brasil liberou o mercado de câmbio e retomou o pagamento da dívida externa. Em seguida houve outras quatro missões. A primeira foi a missão chefiada por Alex Taub em 1941, composta de dez engenheiros. Os relatórios foram mantidos em segredo. A segunda foi a missão Cooke, enviada em 1942 após a declaração de beligerância do Brasil contra a Alemanha, chefiada por Morris Cooke. Na parte brasileira houve a participação dos técnicos chefiados pelo ex-tenente João Alberto Lins de Barros, que presidia a Coordenação de Mobilização Econômica (órgão criado por Vargas para implementar os Acordos de Washington, que funcionou entre 1942-1945). Novamente foi motivo de desconfianças pois os relatórios só foram conhecidos pelos brasileiros em 1948.
Em janeiro de 1942, no Rio de Janeiro, houve uma conferência orientando a ruptura das repúblicas americanas com os países do Eixo.
Em março de 1942 na Terceira Reunião de Consulta de Chanceleres Americanos, foram fechados os acordos em represália ao torpedeamento de cinco navios brasileiros por submarinos supostamente alemães. Historiadores revisionistas atualmente creem que foi uma pressão dos EUA para que o Brasil parasse de flertar com o Eixo, implicitamente ameaçando tomar o Nordeste militarmente caso Getúlio tivesse ficado do lado do Eixo, com o qual tinha mais simpatias. O historiador Luiz Alberto de Vianna Moniz Bandeira afirma que os Estados Unidos estavam preparados para invadir o Nordeste, caso Vargas insistisse em manter a neutralidade do Brasil. Para não perder a região para os americanos, que já queriam tomar Fernando de Noronha em meados do século XIX, Vargas barganhou o alinhamento do Brasil aos Aliados.
Os acordos selaram em princípio um empréstimo de 100 milhões de dólares para a modernização e implantação do projeto siderúrgico brasileiro, além da aquisição de material bélico no valor de 200 milhões de dólares. Esses acordos foram decisivos para a criação da Companhia Siderúrgica Nacional (CSN) e da Companhia Vale do Rio Doce (VALE). Com a zona cafeeira em processo de falência com a crise de 29, era necessário na visão de quem controlava a economia dali substituir o café por outro alicerce econômico na zona e seus lobbys viram na costa do Nordeste Oriental e Setentrional um modo para arrancar dos EUA dinheiro para financiar a VALE e a CSN, bastião para as indústrias do ABC movida a migração nordestina para ampliar o comércio paulistano, aumentar os impostos para o DF e Guanabara e, de quebra, ampliar o movimento em Santos via escoamento. O lobby era tão grande que Getúlio foi capaz até de trair os seus próprios aliados Integralistas pró-Eixo, que o sustentaram no poder e durante o golpe de estado.
Assim, o Brasil assumiu o compromisso de fornecer minérios estratégicos e importantes à indústria bélica americana. Os principais produtos eram alumínio, bauxita, borracha, cobre, cristal quartzo, estanho, magnésio, mica, níquel, tungstênio, zinco, entre outros.
Para o fornecimento de borracha foi estabelecido um fundo de financiamento especial, gerenciado pela Rubber Development Corporation e o Departamento Nacional de Imigração (DNI). Com este incentivo financeiro o governo brasileiro comprometia-se a incrementar as atividades do serviço de recrutamento, encaminhamento e colocação de trabalhadores nos seringais da Amazônia (Serviço Especial da Mobilização de Trabalhadores para a Amazônia – Semta e a Superintendência de Abastecimento do Vale Amazônico - Sava).
Ainda como cláusula destes acordos, o governo brasileiro dava permissão aos americanos para a instalação de bases militares no região Norte e Nordeste.

Presidentes Harry Truman e Eurico Gaspar Dutra

Em 1948 houve uma nova missão - Missão Abbink - chefiada por John Abbink, presidente da McGraw-Hill. Do lado brasileiro o representante foi Otávio Gouveia de Bulhões. As razões para essa missão ficaram obscuras mas foram aludidos os interesses dos norte-americanos em minimizar as críticas de industriais brasileiros, liderados por Roberto Simonsen, descontentes com os privilégios aos europeus, concedidos pelo Plano Marshall. Ressalve-se que essas missões não acertaram qualquer compromisso de ordem financeira, servindo para montar uma base de dados da situação industrial brasileira. 
Com a volta de Vargas, foi empossado como Ministro do Exterior João Neves da Fontoura, desejoso de ampliar a cooperação com os Estados Unidos. As negociações levaram à formação da Comissão Mista Brasil-Estados Unidos em julho de 1951. Horácio Lafer designou como chefe da missão brasileira o engenheiro Ari Frederico Torres, além dos técnicos, Glycon de Paiva Teixeira e Lucas Lopes. Roberto Campos foi o conselheiro e secretário executivo, Victor da Silva Alves, vindo das Nações Unidas. Integravam, ainda, a comissão Victor Bouças e os empresários Maciel Filho e Valentim Bouças, indicações pessoais de Vargas. Pelo lado norte-americano, veio indicado pelo Banco Mundial  o embaixador Merwin Bohan, que faleceu e foi substituído no período de de outubro de 1951 a agosto de 1952, pelo funcionário do banco Burke Knapp. A comissão funcionou ativamente até julho de 1953, período no qual foram aprovados 41 projetos e financiamentos de US$ 392 milhões.

## Consequências Geo-econômicas e Geopolíticas
Apesar de a borracha ter saído de locais como o Acre (para substituir o látex da Indochina francesa que foi passada aos japoneses via Terceiro Reich), os soldados da borracha terem saído da estepe cearense e as principais bases americanas terem se instalado em locais do saliente nordestino, o que se viu em seguida foi a concentração dos recursos na região do Vale do Paraíba do Sul, ou seja, embora a região de captação dos recursos ficasse em locais tais como o nordeste setentrional, estes locais não foram beneficiados pelos acordos e sim locais que em nada ajudaram os EUA nos esforços de guerra aliados, a exemplo da Via Dutra, concentrando as indústrias pesadas em São Paulo e os impostos destas na então capital localizada na mesma Via Dutra. Data-se daí, portanto, o início do centralismo brasileiro que se viu nas últimas décadas, em que até mesmo a mídia aberta de massa ficou ali concentrada em detrimento das regiões de captação dos recursos, geo-historicamente injustiçadas por Vargas e, posteriormente, pelos militares.